# Gymnetis marmorea
Gymnetis marmorea är en skalbaggsart som beskrevs av Olivier 1789. Gymnetis marmorea ingår i släktet Gymnetis och familjen Cetoniidae.

## Underarter
Arten delas in i följande underarter:
- G. m. picta
- G. m. dysoni